# أذية الدماغ المكتسبة في الطفولة
أذية الدماغ المكتسبة في الطفولة هو مصطلحٌ يُطلق على أي أذيةٍ في الدماغ تحدث خلال مرحلة الطفولة بعد الولادة وفترة حديث الولادة المباشرة. يستثنى من ذلك الأذيات الناتجة عن خلل وراثي أو خلقي. يستثنى أيضًا أي خلل ناتج عن صدمات الولادة مثل نقص الأكسجة أو حالات مثل متلازمة طيف الكحول الجنينية. يشمل المصطلح الأذيات الرضية وغير الرضية (اللارضحية).
تعد أذية الدماغ المكتسبة في الطفولة السبب الأول للوفيات والإعاقة لدى الأطفال واليافعين في الولايات المتحدة، ويحدث أغلب الأحيان لدى الأطفال بعمر (6-10) سنوات والمراهقين (11-17) سنة في جميع أنحاء العالم. قد تكون طبيعة الأذية رضية أو غير رضية، ولا يتعافى أغلب المرضى بصورة كاملة بعد تعرضهم للأذية. تتظاهر الأذية بالعديد من الأعراض المختلفة مثل فقدان الذاكرة وانعدام التلذذ والعمه الحركي. لا يوجد علاج للأذية في الوقت الراهن. تؤثر أذية الدماغ المكتسبة في الطفولة في عائلة المريض أيضًا، إذ سوف تحتاج عائلات المرضى إلى التكيف مع التغيرات الجديدة التي سيمرون بها مع طفلهم. يُوصى بأن تقرر العائلات الحصول على أكبر قدر من المعلومات عن الأذية وما قد يواجههم عبر حضور برنامج أحداث واجتماعات مختلفة.
قد تشمل الأذيات الرضية ضربة على الرأس أو طلق ناري أو طعن أو الاصطدام والاهتزاز الشديد أو الارتجاج. قد تنتج أيضًا عن الهز أو تباطؤ الحركة المفاجئ. قد تتضمن الأذيات الرضية جرحًا مفتوحًا أو إصابة نافذة في الجمجمة أو السحايا، وتسمى أذية رأس مفتوحة.
قد تشمل الأذيات غير الرضية تلك التي تنتج عن أمراض، مثل الأورام والتهاب الدماغ والتهاب السحايا والتهاب الجيوب. قد تنتج أيضًا عن الإنتانات مثل الإنتان الدموي وحدثيات مثل عوز الأوكسجين ونقص الأكسجة الناجم عن الاختناق أو قرب الغرق والتسمم بالرصاص وإساءة استعمال العقاقير.

## الأعراض والعلامات
تتضمن الأعراض الناتجة عن أذية الدماغ المكتسبة فقدان الذاكرة وانعدام التلذذ والعمه الحركي.

### فقدان الذاكرة
«فقدان الذاكرة في الطفولة هو عدم قدرة المرء على تذكر طفولته». وجد الباحثون أن المرضى غير قادرين على وصف بعض النشاطات اليومية أو تذكرها، ومنها التحدث والركض وعزف الغيتار.

### انعدام التلذذ
يكون الطفل الذي يُشخص لديه انعدام التلذذ فاقدًا اهتمامه ببعض النشاطات المعتادة، مثل الهوايات وممارسة الرياضات والتواصل مع الأصدقاء. يعد استمتاع الطفل بممارسة نشاطات الطفولة الممتعة أمرًا هامًا للغاية لأنه يساعد في بناء الحياة الاجتماعية والتواصل مع الآخرين بسهولة. يؤدي انعدام القدرة على فعل هذه الأشياء إلى مواجهة الطفل لصعوبات في التكيف مع تقدمه في العمر.

### العمه الحركي
«العمه الحركي هو عدم القدرة على تنفيذ الحركات الهادفة المكتسبة، على الرغم من وجود الرغبة والقدرة الجسدية لأداء الحركات». في هذه الحالة، قد يكون لدى الطفل القدرة على تذكر النشاطات المعتادة مثل ركوب الدراجة، ولكنه غير قادر مع ذلك على القيام بالحركة.

## الانتشار والتأثيرات
يقدر انتشار أذية الدماغ المكتسبة في الطفولة بين الأطفال في السن المدرسي في المملكة المتحدة بحدود واحد من كل 30 طفلًا، وذلك بناء على القبولات في قسم الطوارئ، على الرغم من بعض المهنيين يعتبرون النسبة أكبر بكثير من ذلك، إذ قد يُقبل الطفل في قسم الطوارئ لأذية أخرى أكثر إلحاحًا، ويعتبر ذلك أحد أسباب القلق في الوقت الراهن.
تشيع فكرة خاطئة أن الأذية المكتسبة خلال الطفولة تعطي نتائج أفضل على المدى البعيد مقارنة بالأذيات المكتسبة خلال البلوغ. قد يُعتقد أن الطفل أو المراهق يتمتع بفرصة أفضل لتطوير استراتيجيات تعويضية كونه ما زال في المرحلة التي يحدث فيا النمو والتعلم. إذا كانت الأذية كبيرة، تكون الأفكار السابقة خاطئة أغلب الأحيان.
قد تمكّن «اللدونة» الفطرية للدماغ عادةً من نقل وظيفة المناطق المتأذية بصورة غير عكوسة إلى مناطق أخرى غير متأذية (فيما يدعى بـ«مبدأ كينارد») وتتواجد حالات موثقة حدث فيها هذا الأمر. مع ذلك، لا تتطور الوظائف المرتبطة بالمناطق المتأذية تطورًا تامًا عادةً وقد تتظاهر هذه العيوب بإعاقات هامة أو صعوبات في وقت لاحق من الحياة.
يمكن الاحتفاظ بعد الإصابة بنسبة كبيرة من المهارات المكتسبة والمطورة سابقًا والتي حدثت مسبقًا في الدماغ البالغ في أغلب الحالات. إذا حدثت أذية في الدماغ في المراحل المبكرة من تطوره، قد لا تتطور فيه القدرة على تعلم هذه المهارات مطلقًا ما يؤدي إلى صعوبات لاحقة قد تتظاهر جسديًا أو اجتماعيًا أو عاطفيًا أو تعليميًا.

## مشاكل الإدراك العصبي
قد تؤدي الاستجابة الفيزيولوجية المتأخرة بعد أذية الدماغ الرضية إلى تنكس عصبي في عدة أجزاء من الدماغ في الحالات الحادة والمزمنة لدى الأطفال. تشمل أجزاء الدماغ التي ثبت تعرضها للأذية: الحصين واللوزة الدماغية والكرة الشاحبة والمهاد والمادة البيضاء حول البطين والمخيخ وجذع الدماغ. نتيجة لذلك، قد يتسبب الأمر بمشاكل سلوكية ومعرفية خلال نمو الطفل. وُصفت التغيرات السلوكية بأنها مشاكل ذات طابع «خارجي» و«داخلي». تشمل المشاكل ذات الطابع الخارجي الأشكال المختلفة من العدوانية وفرط النشاط والاندفاعية. ينتج أكثر هذه المشاكل شيوعًا عن تغيرات الانتباه والتركيز، مثل متلازمة نقص الانتباه مع فرط النشاط. تشمل المشاكل ذات الطابع الداخلي المشاكل النفسية مثل الاكتئاب قصير وطويل الأمد والقلق واضطرابات الشخصية واضطراب الكرب التالي للصدمة النفسية (بّي تي إس دي). يمكن للعديد من المتغيرات أن تحدد نتيجة المشاكل السلوكية لدى الأطفال بعد أذية الدماغ الرضية. على سبيل المثال، يعد الأطفال الذين يعانون من مشاكل سلوكية قبل الأذية أكثر عرضة لتطوير مشاكل إدراكية طويلة الأمد. تعد شدة الأذية عاملًا مهمًا آخر، إذ تمثل مؤشرًا على مدة استمرار الأعراض السلوكية وما إذا كانت سوف تزيد مع الزمن.
إحصائيًا، يتطور لدى نحو 54% إلى 63% من الأطفال اضطرابات نفسية جديدة بعد نحو 24 شهرًا من أذية الدماغ الرضية الشديدة، ونحو 10% إلى 21% منهم بعد الأذية المعتدلة أو الخفيفة، ويعد تغير الشخصية نتيجة أذية الدماغ الرضية أكثر الاضطرابات شيوعًا. قد تستمر الأعراض لمدة 6 حتى 24 شهرًا في المتوسط. يعد تطور اضطراب الكرب التالي للصدمة النفسية أمرًا شائعًا (68%) في الأسابيع الأولى بعد الأذية ويتراجع خلال عامين. في حالات أذية الدماغ الرضية الشديدة، يتطور اضطراب اكتئابي لدى ثلث الأطفال. قد يبدي الأطفال المصابون بأذية دماغية رضية شديدة بعض التأثيرات على الذاكرة العاملة والذاكرة البصرية الفورية، وتظهر لديهم اختلاطات أكثر وضوحًا في الأداء الفكري والوظيفة التنفيذية (يشمل ذلك معالجة السرعة والانتباه) والذاكرة اللفظية المباشرة والمتأخرة. لوحظ حدوث بعض التعافي خلال أول سنتين بعد الأذية. يظهر الأطفال المصابون بأذية الدماغ الرضية المعتدلة بعض التراجع في الانتباه وحل المشكلات، وتحدث تأثيرات أكبر في الذاكرة البصرية الفورية. يرتبط نوع النتيجة بالآفات الأمامية العلوية، ولكن الأهم من ذلك أن أذيات الشبكة تحت القشرية قد تؤثر في عملية التعافي بسبب حدوث آفات في سبل المادة البيضاء. يعد الأطفال المصابون بأذية دماغية رضية شديدة أكثر عرضة للفشل تطوريًا وتأخر النمو بالنسبة للأقران بسبب تعطل شبكاتهم العصبية نتيجة الأذية في مرحلة هامة جدًا من التعلم.